# 7519 Паулкук
7519 Паулкук (7519 Paulcook) — астероїд головного поясу, відкритий 31 жовтня 1989 року.
Тіссеранів параметр щодо Юпітера — 3,165.